# Đội tuyển bóng chuyền nữ quốc gia Hoa Kỳ
Đội tuyển bóng chuyền nữ quốc gia Hoa Kỳ là đội bóng đại diện cho Hoa Kỳ tại các cuộc thi tranh giải và trận đấu giao hữu bóng chuyền nữ ở phạm vi quốc tế. Đội tuyển trực thuộc liên đoàn quốc gia USA Volleyball.

## Hình ảnh

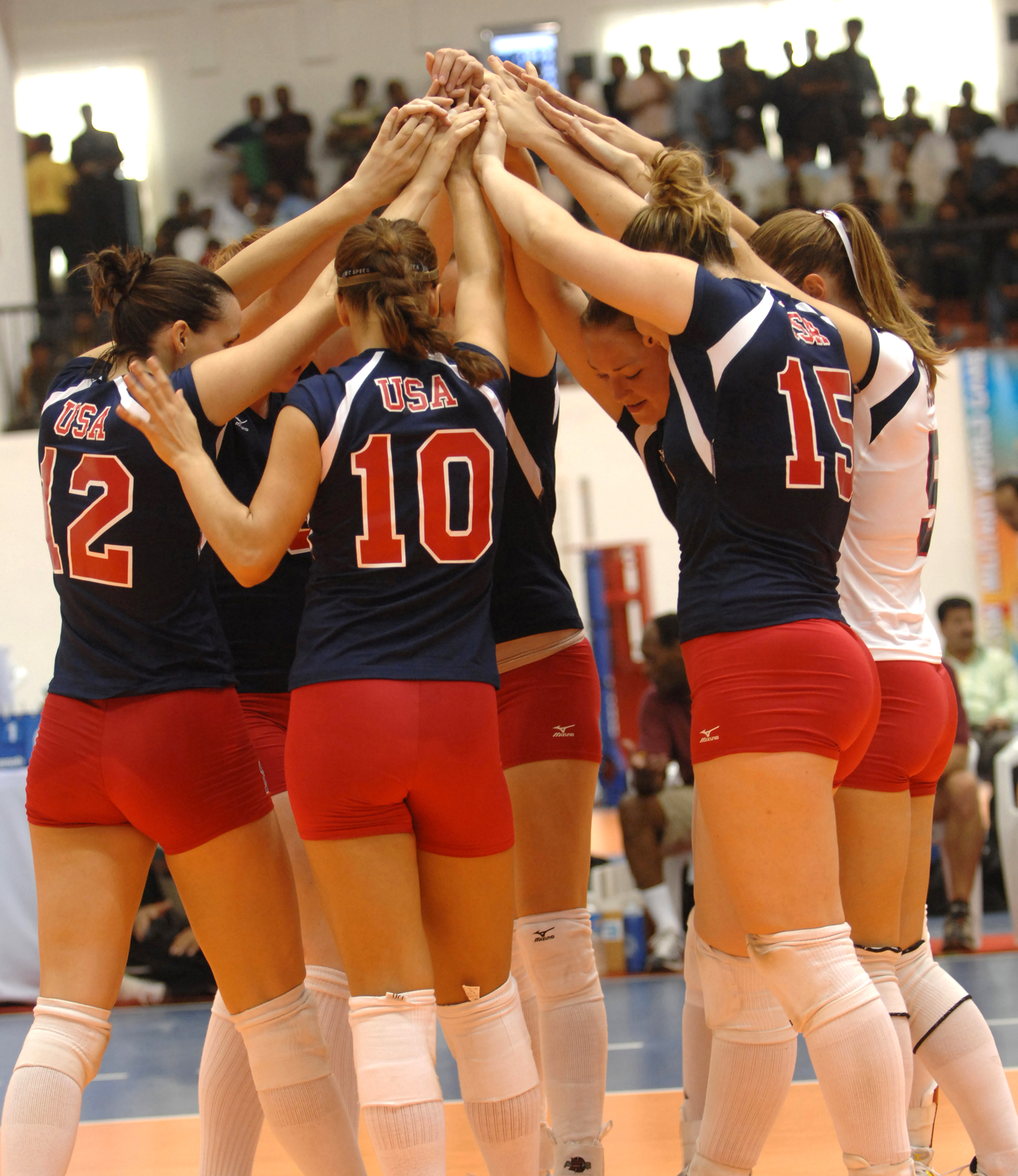
Đội tuyển năm 2007
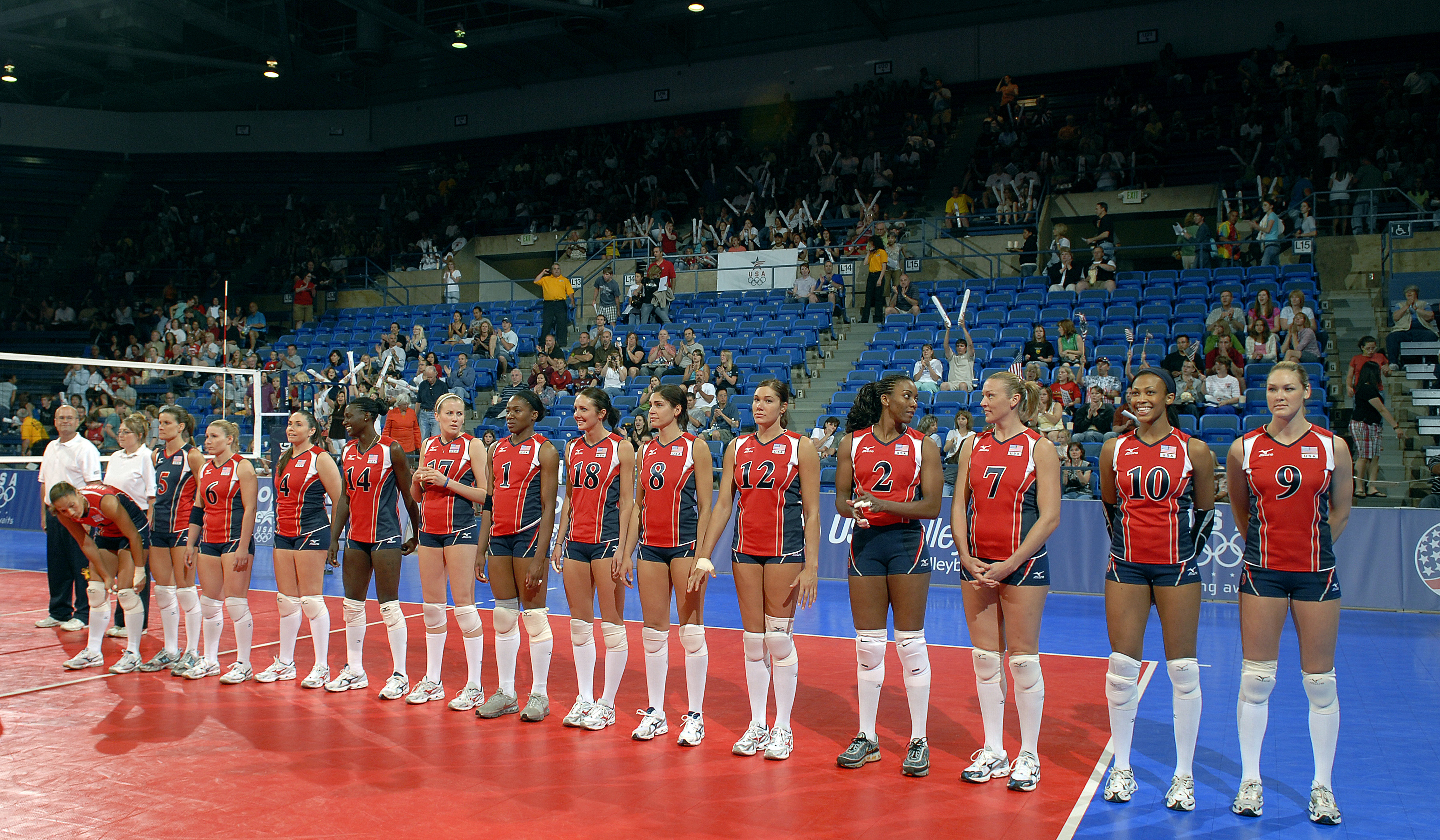
Dàn cầu thủ thi đấu Olympic năm 2008